# Irish League 1921/1922
Dvacátý osmý ročník Irish League (1. irské fotbalové ligy) se konal za účasti s šesti klubů. Titul získal potřinácté ve své klubové historii Linfield FC. 